# Burundisch-deutsche Beziehungen
Die Burundisch-deutschen Beziehungen sind das zwischenstaatliche Verhältnis zwischen Burundi und Deutschland. Als Teil von Deutsch-Ostafrika war Burundi einst eine deutsche Kolonie. Beide Länder nahmen kurz nach der Unabhängigkeit Burundis 1962 diplomatische Beziehungen auf.

## Geschichte

### Kolonialzeit
Durch die Berliner Kongokonferenz 1884/85 fielen die Gebiete, die heute zu Burundi gehören, in die Einflusssphäre des Deutschen Reiches. Zuerst besetzten die Deutschen das Land allerdings nicht und erst 1899 wurde Burundi Teil von Deutsch-Ostafrika. Im Gegensatz zur ruandischen Monarchie, die sich entschloss, die deutschen Oberherrschaft zu akzeptieren, widersetzte sich der burundische König Mwezi IV. Gisabo jeglichem europäischen Einfluss, weigerte sich, europäische Kleidung zu tragen und leistete Widerstand gegen das Vordringen europäischer Missionare und Verwalter. Sein Schwiegersohn Inanga Maconco verbündete sich mit den deutschen Streitkräften, als diese versuchten, Mwezi gefangenzunehmen. Die Deutschen versprachen Maconco im Gegenzug eine hohe Verwaltungsposition. Er wurde jedoch von den Deutschen verhaftet und gehängt, nachdem er beschuldigt worden war, eine Waffe gestohlen zu haben. Die deutschen Truppen und einige der Einheimischen, die sich mit den Europäern verbündet hatten, vertrieben Mwezi schließlich aus seinem Lager und konnten ihn zu einer Einigung zwingen. Mit dem Vertrag von Ikiganda unterwarf sich Mwezi 1913 schließlich dem Deutschen Reich. Die deutsche Herrschaft blieb allerdings immer indirekt mit dem lokalen Adel als Vermittler und die Kolonisierung war deshalb nie besonders intensiv. Ein bleibendes Erbe der deutschen Kolonialzeit stellte die spätere burundische Hauptstadt Bujumbura dar, die aus dem deutschen Militärstützpunkt Marienheim hervorging. Während des Ersten Weltkriegs wurde Ruanda-Urundi schließlich von britischen und belgischen Truppen eingenommen und nach dem Krieg als Mandatsgebiete an Belgien vergeben.

### Nach der Unabhängigkeit Burundis
Burundi erlangte seine Unabhängigkeit von Belgien schließlich am 1. Juli 1962. Die Bundesrepublik Deutschland nahm im Januar 1963 diplomatische Beziehungen mit Burundi auf und eröffnete eine Botschaft in Bujumbura. Die BRD war das erste Land, das Burundi direkt nach seiner Unabhängigkeit Entwicklungshilfe leistete. Nach dem Ende der bundesdeutschen Hallstein-Doktrin nahm Burundi ab 1972 auch diplomatische Beziehungen zur DDR auf, auch wenn diese nie mit einer eigenen Botschaft in Burundi vertreten war. Im Jahre 1987 wurde eine deutsch-burundische Freundschaftsgesellschaft gegründet. Unter den Unruhen in Burundi in den 1990er Jahren litten auch die burundisch-deutschen Beziehungen und zwischen 1999 und 2006 blieb die deutsche Botschaft in Bujumbura geschlossen. Ab 2012 wurden Bemühungen eingeleitet, die bilateralen Kulturbeziehungen wiederzubeleben. 2015 setzte Deutschland allerdings die Entwicklungshilfe aus, nachdem sich der burundische Präsident Pierre Nkurunziza verfassungswidrig ein drittes Mal hatte wählen lassen. Nach dem Tod von Nkurunziza und der Wahl seines Nachfolgers Évariste Ndayishimiye wurde die Entwicklungshilfe 2020 wieder aufgenommen.

## Partnerschaft zwischen Burundi und Baden-Württemberg
Im Jahr 1984 wurde eine Partnerschaft zwischen Burundi und dem deutschen Bundesland Baden-Württemberg vereinbart. 2014 wurde diese durch ein Abkommen zwischen dem burundischen Außenminister Laurent Kavakure und dem baden-württembergischen Ministerpräsidenten Winfried Kretschmann formalisiert. Innerhalb der Partnerschaft werden eine Reihe von Projekten verwirklicht, an denen Kirchen, Kommunen und zivilgesellschaftliche Gruppen maßgeblich beteiligt sind. Die gemeinsamen Projekte der Partnerschaft sind in die sechs „Cluster“ Agroforst, Versöhnung und Friedensarbeit, Governance und Kommunen, Gesundheit, Schulinitiative AMAHORO! Burundi und Klima eingeteilt. Die Partnerschaft wird primär durch die Stiftung Entwicklungszusammenarbeit Baden-Württemberg betrieben, die 2023 ein Verbindungsbüro in Bujumbura eröffnete.

## Wirtschaftsbeziehungen
Wirtschaftlich zählt Burundi zu den ärmsten Ländern der Welt und die deutschen Wirtschaftsbeziehungen zu dem Land sind entsprechend unterentwickelt. 2024 lagen die deutschen Warenexporte nach Burundi bei 13,4 Millionen Euro und die Importe aus dem Land bei 4,4 Millionen Euro. In der Rangliste der deutschen Handelspartner nahm Burundi damit Rang 179 ein.

## Kulturbeziehungen
Es wurden Bemühungen eingeleitet, die bilateralen Kulturbeziehungen zwischen beiden Ländern zu beleben. 2012 wurden in Burundi erstmals deutsche Filmwochen ausgerichtet. 2015 unterstützte die deutsche Botschaft in Burundi das burundische Nationalmuseum in Gitega bei der Erstellung eines Katalogs seiner Bestände.
An der Universität von Burundi und einigen Schulen im Land werden Deutschkurse angeboten, die von knapp 3500 Personen pro Jahr wahrgenommen werden. Die deutsche Botschaft und das Goethe-Institut Nairobi fördern die Deutsche Sprache im Land.